# 인절현비
인절현비 이씨(仁節賢妃 李氏, ? ~ 1082년 8월 25일(음력 7월 29일))는 고려의 제11대 왕 문종의 제4비이다.

## 생애
중서령을 지낸 이자연의 딸로, 본관은 인주이다. 문종의 제2비 인예왕후와 제3비 인경현비와는 자매간이다. 그밖에 인주 이씨 출신의 왕비들을 비롯하여 인주 이씨 슬하에서 탄생한 여러 왕, 왕족들과 혈연 관계에 있다.
문종의 왕비에 책봉되어 호를 숭경궁주(崇敬宮主)라고 하였다. 1082년(문종 36년) 음력 7월 29일에 사망하였으며, 시호는 인절현비(仁節賢妃)이다. 능에 대한 기록은 남아있는 것이 없어 알 수 없다. 소생은 없었다.

## 가족 관계
- 아버지 : 이자연(李子淵, 1003년~1061년)
- 어머니 : 계림국대부인 김씨(雞林國大夫人 金氏, 생몰년 미상)
  - 남편 : 고려 제11대 왕 문종(文宗, 1019년~1083년, 재위:1046년~1083년)
  - 자매 : 문종의 제2비 인예왕후(仁睿王后, ?~1092년)
    - 조카 : 고려 제12대 왕 순종(順宗, 1047년~1083년, 재위:1083년)
    - 조카 : 고려 제13대 왕 선종(宣宗, 1049년~1094년, 재위:1083년~1094년)
    - 조카 : 고려 제15대 왕 숙종(肅宗, 1054년~1105년, 재위:1095년~1105년)

  - 자매 : 문종의 제3비 인경현비(仁敬賢妃, 생몰년 미상)
  - 남매 : 이호(李顥, 생몰년 미상)
    - 조카 : 이자겸(李資謙, ?~1126년)
    - 조카 : 이자량(李資諒, ?~1123년)
    - 조카 : 순종의 제3비 장경궁주(長慶宮主, 생몰년 미상)

  - 남매 : 이석(李碩, 생몰년 미상)
    - 조카 : 선종의 제2비 사숙왕후(思肅王后, 생몰년 미상)